# 梭德
梭德（德語：Hans Sauter，1871年6月21日—1943年5月7日），又譯作紹達、蘇特，德國奧格斯堡出身的昆蟲學家。

## 生平
梭德早年在慕尼黑大學研讀動物學；後來，他雖未能完成學業，但仍決心投身標本採集，接受探險家漢斯·弗魯斯多福委託前往遠東進行調查。
1902年，梭德首度抵達臺灣，定居在安平。之後展開其首次昆蟲採集，在該年採得椿象、蚜蟲等半翅目昆蟲。1903年他前往岡山擔任高中教員，並與日本籍助手龜山氏結婚。隨後，梭德受英商德記洋行聘請，前往橫濱從事茶葉貿易。
1905年，梭德再次抵達臺灣，並陸續居住於高雄、安平等地，後又以埔里為基地採集蛾類與蝶類標本，並僱請數十名助手於臺灣本島各地協助採集工作。此間，梭德將大量標本寄贈或售予歐美各地博物館及研究機構等。
1912年，梭德移居臺北，並持續投入於標本採集及研究。
1914年，梭德因第一次世界大戰爆發後產生之國籍問題而失去洋行職位，於是開始自行開課教授語文及鋼琴謀生，同時繼續採集研究臺灣的爬蟲類。此後，梭德的視力開始逐漸退化。
1923年後，梭德居住在大稻埕，並在臺北高等學校與臺灣總督府醫學校擔任教員。
1943年，梭德逝世並安葬於臺灣的六張犁外人公墓，其藏書捐給臺北帝國大學。

## 外部鏈結
- 標本商漢斯．紹德對臺灣昆蟲學的貢獻 - 國立臺灣博物館[永久]